# Кивачівка
Кивачі́вка — село в Україні, у Краснопільській сільській громаді Гайсинського району Вінницької області. Розташоване на обох берегах річки Чортала (притока Кіблича) за 13 км на північ від селища Теплик. Через село проходить автошлях Р54. Населення становить 621 особа (станом на 1 січня 2017 р.).

## Історія
7 (20) листопада 1917 року, відповідно до Третього Універсалу Української Центральної Ради, увійшло до складу Української Народної Республіки.

## Населення

### Мова
Розподіл населення за рідною мовою за даними перепису 2001 року:
| Мова            | Кількість | Відсоток |
| --------------- | --------- | -------- |
| українська      | 768       | 98.46%   |
| вірменська      | 6         | 0.77%    |
| російська       | 5         | 0.64%    |
| інші/не вказали | 1         | 0.13%    |
| Усього          | 780       | 100%     |

## Галерея

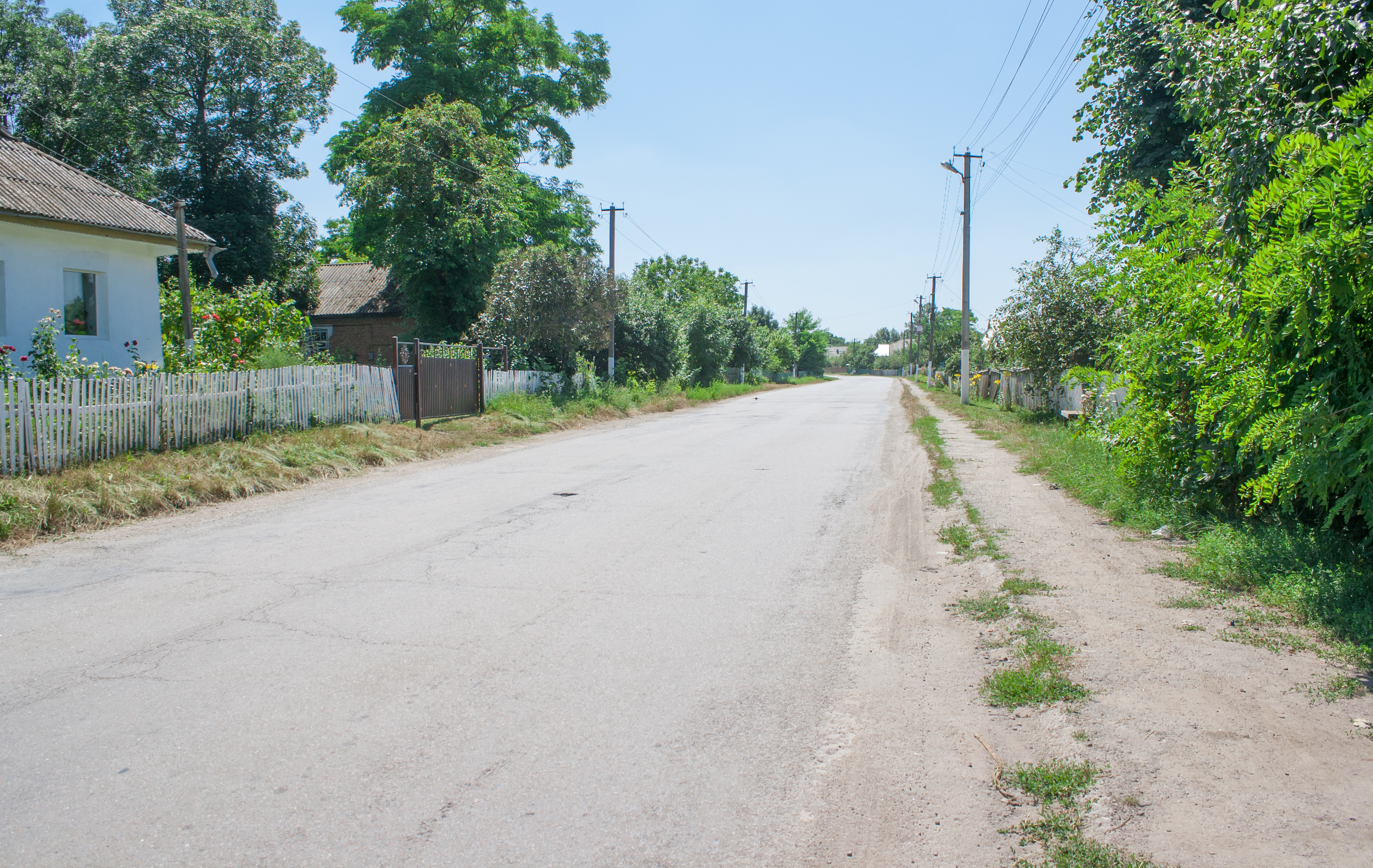
Вулиця Центральна
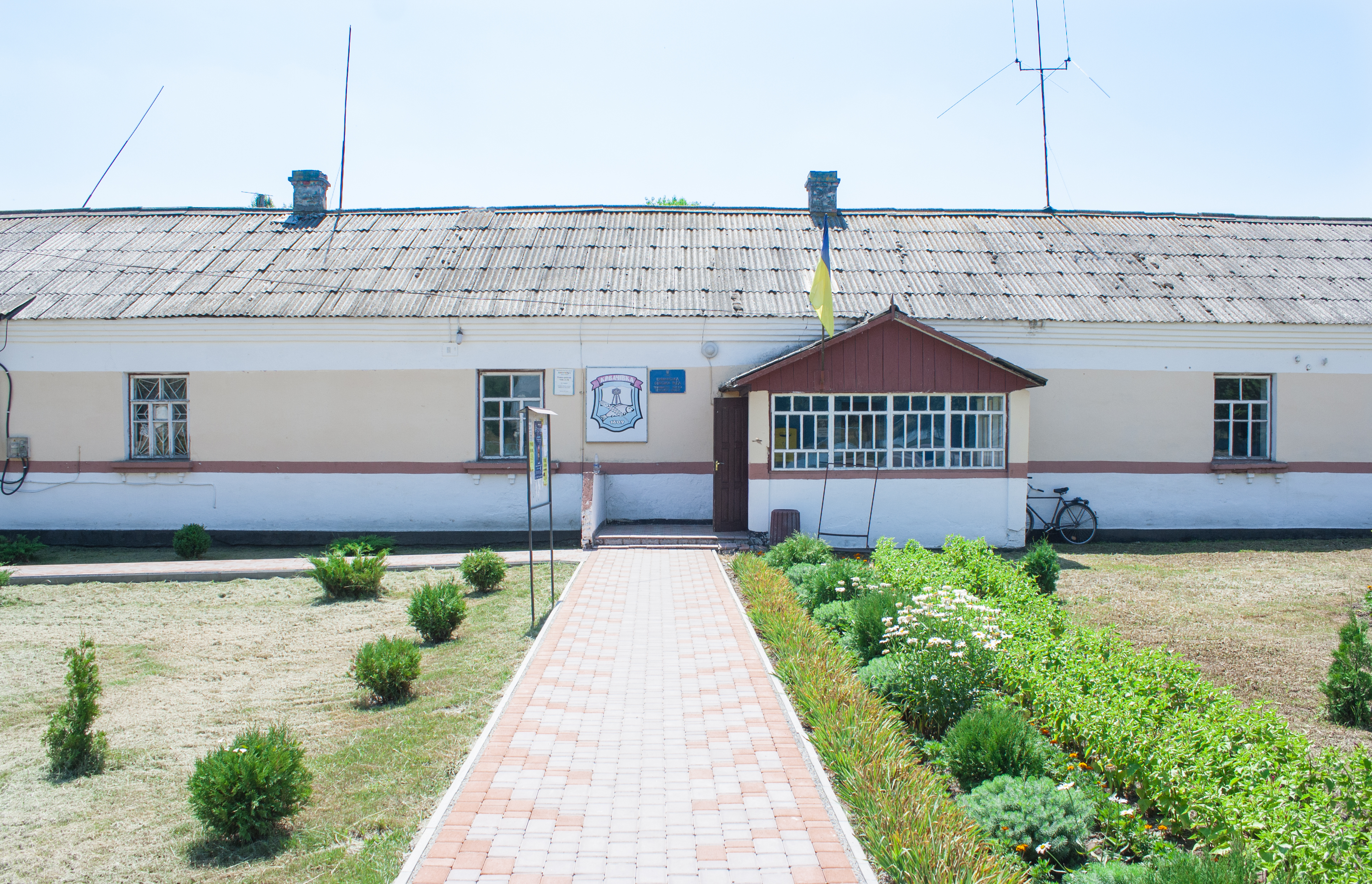
Сільська рада
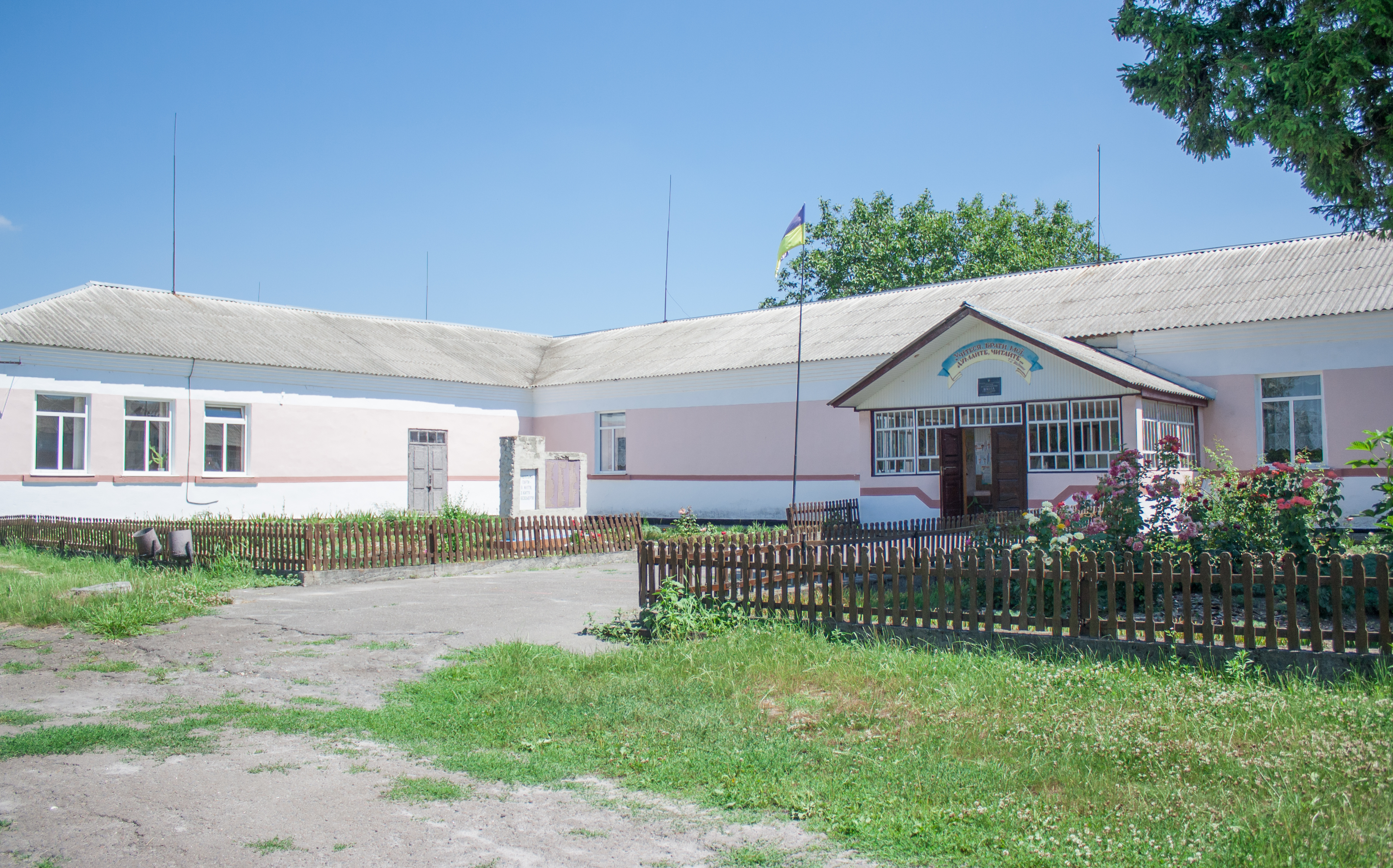
Школа
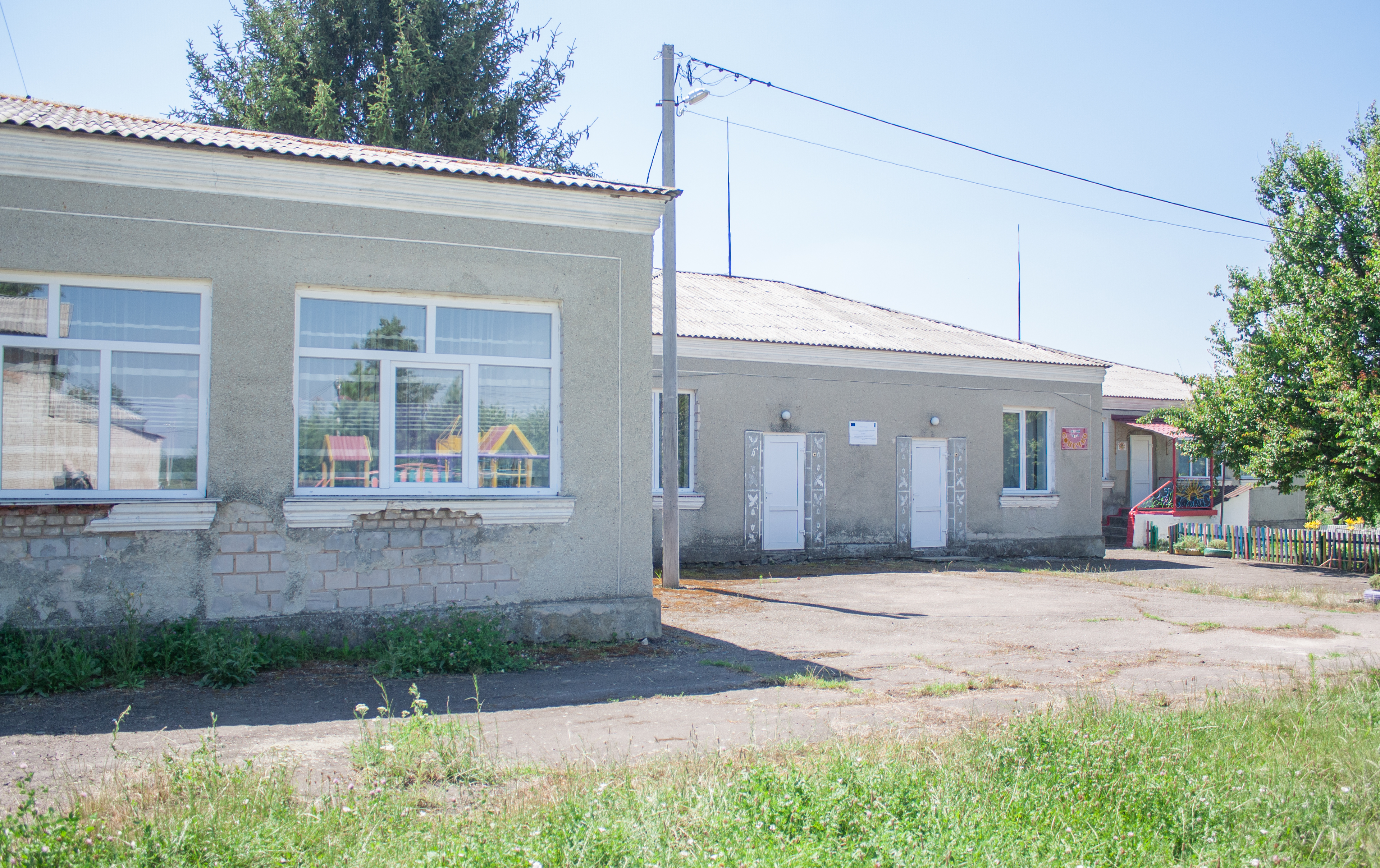
Дитсадок
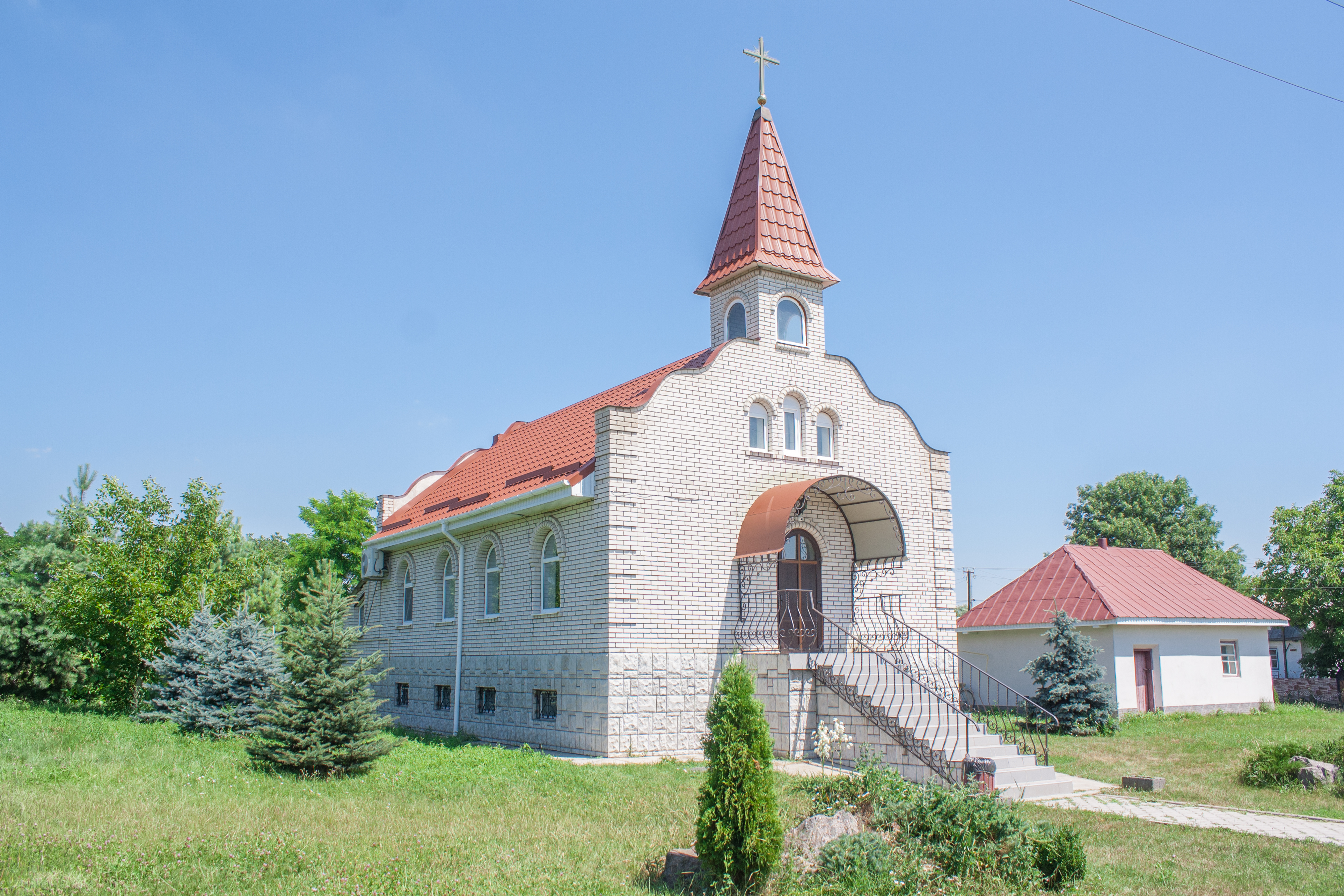
Дім молитви
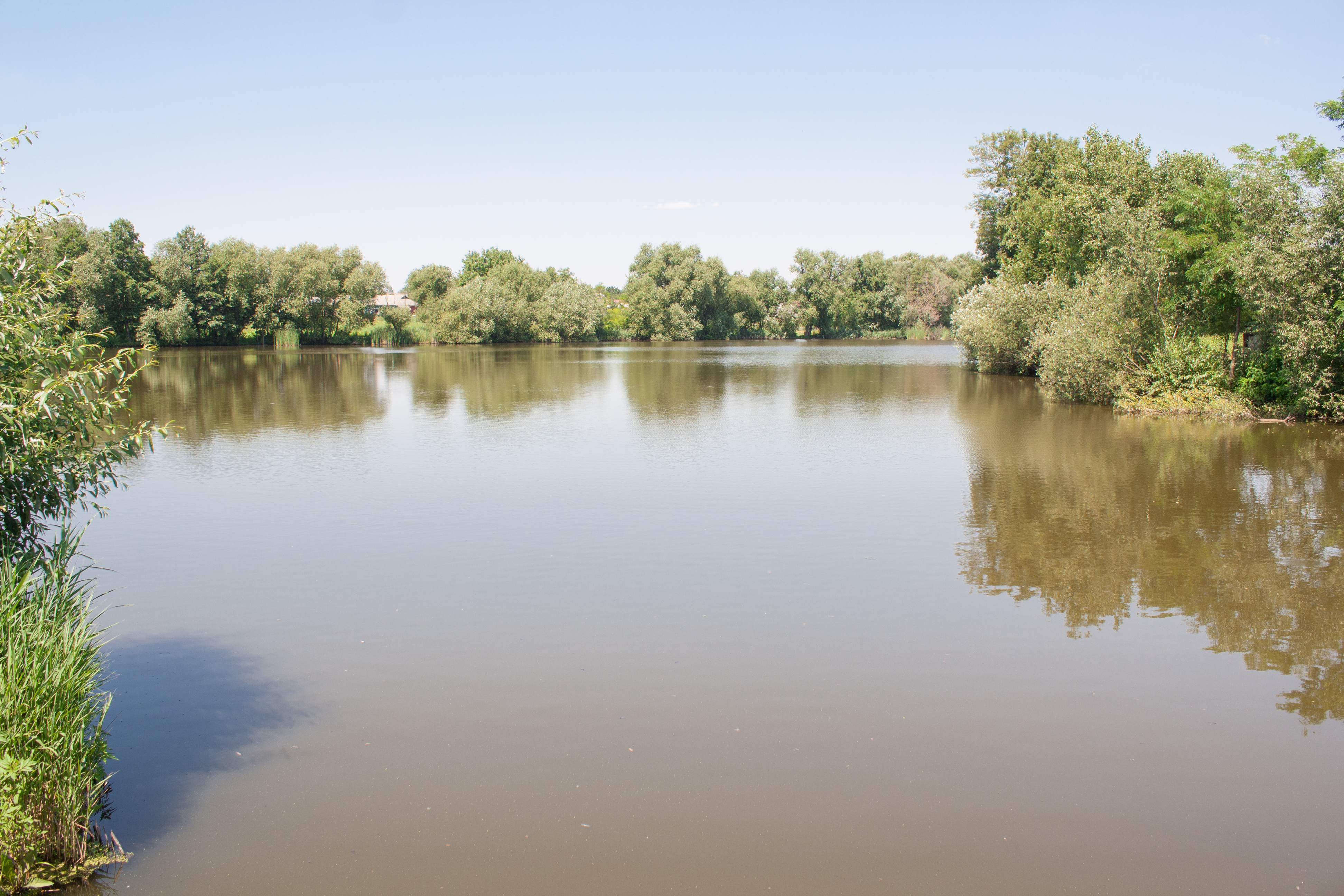
Ставок на річці Чортала
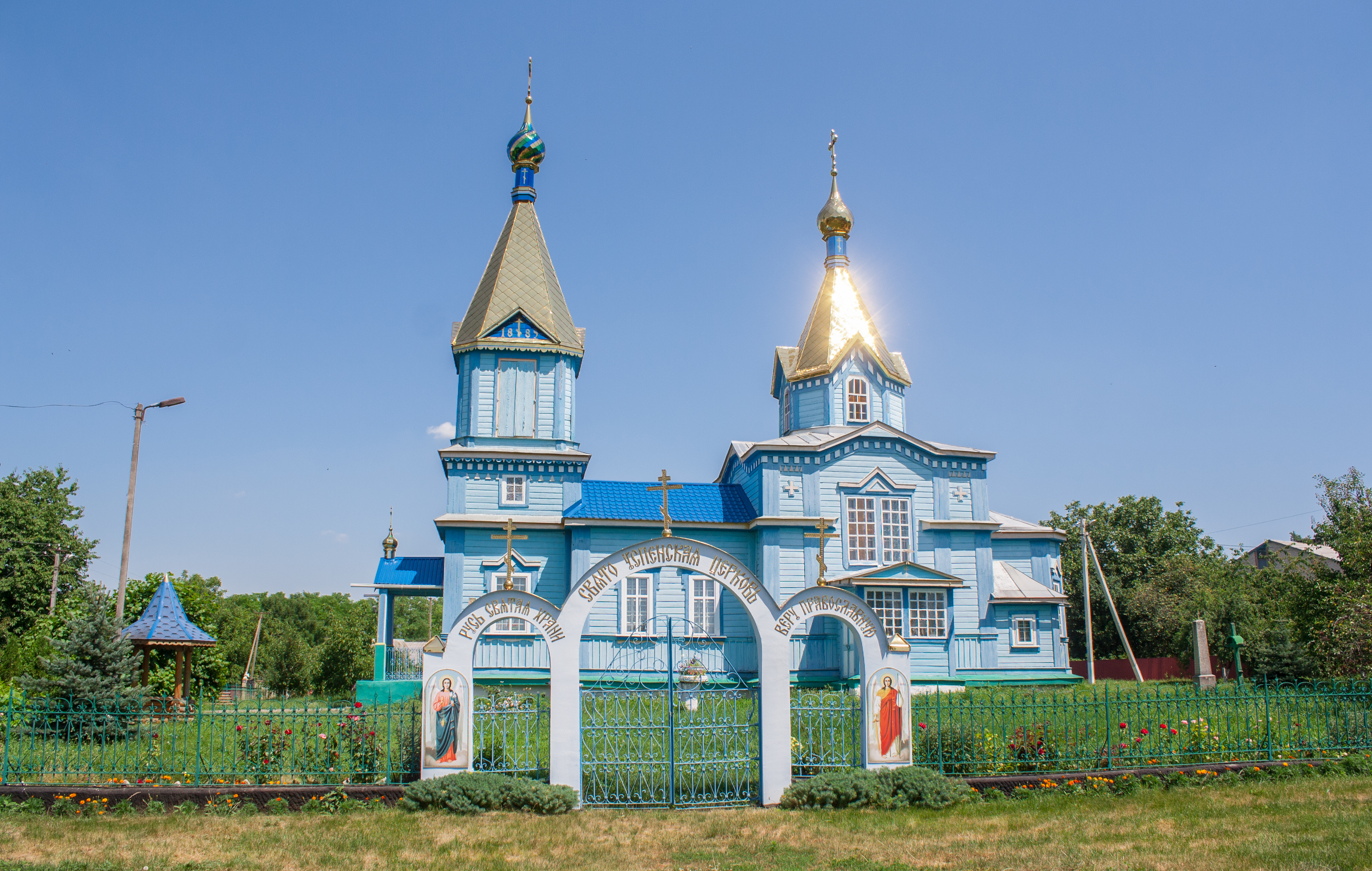
Церква Успіння Пресвятої Богородиці (1887 р.)
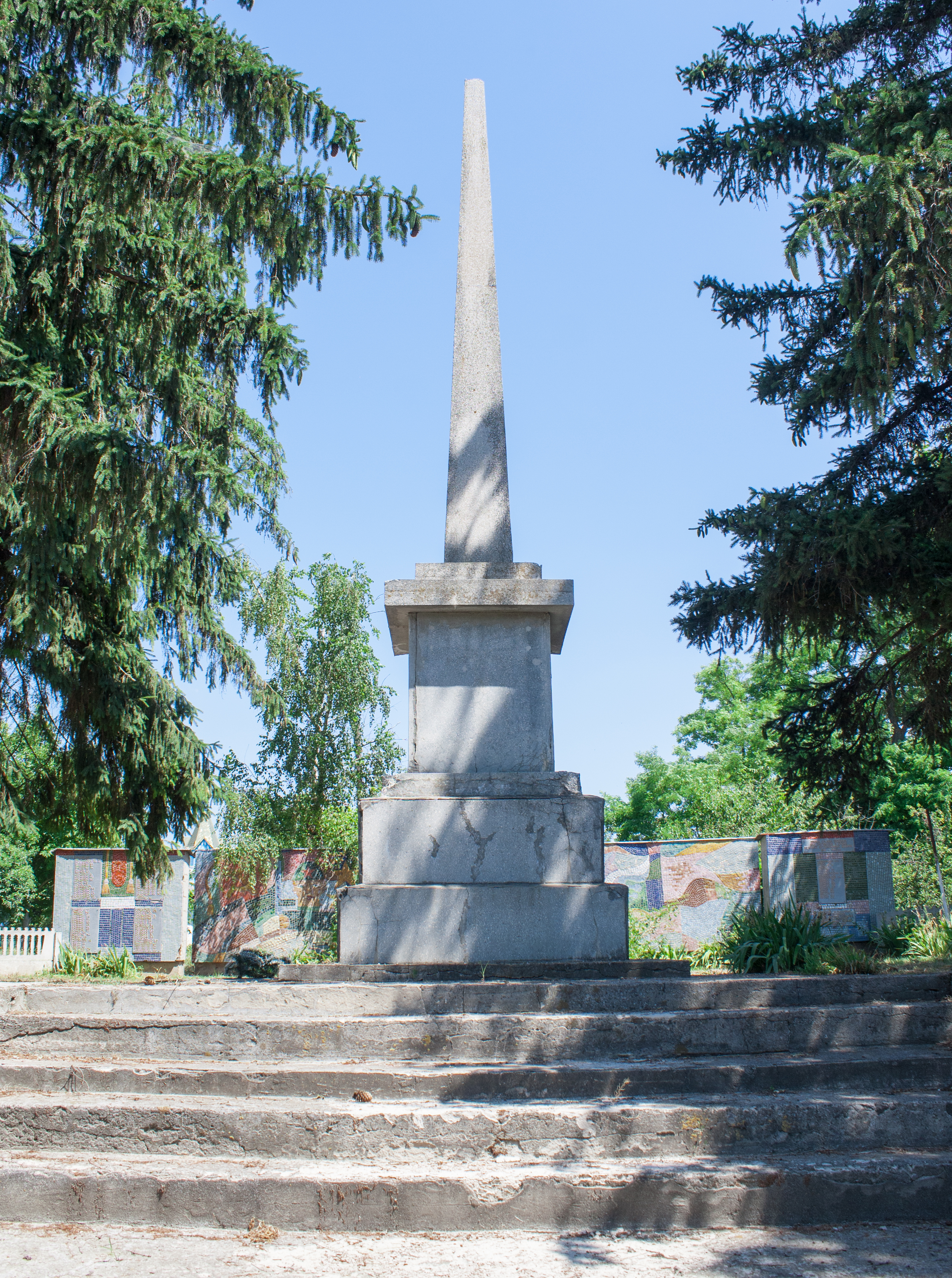
Пам'ятник воїнам-односельчанам

## Пам'ятки
Біля села знаходиться ландшафтний заказник місцевого значення Кивачівська дача та Урочище Кесарка.